# Spam (Monty Python)

Un momento dello sketch.

Spam è il titolo di un popolare sketch del gruppo comico inglese dei Monty Python, apparso nel finale del dodicesimo episodio della seconda stagione di Monty Python's Flying Circus; prende il nome da una marca di carne in scatola chiamata Spam, mentre lo sketch darà a sua volta il nome al fenomeno della pubblicità indesiderata ricevuta tramite e-mail.
È stato trasmesso in televisione per la prima volta nel 1970.
Nel doppiaggio italiano, la parola "spam" è stata tradotta con "spalmella".

## Lo sketch
Una coppia di coniugi (il marito interpretato da Eric Idle e la moglie da Graham Chapman) entra in un bar e chiede alla cameriera (Terry Jones) il menu, nel quale l'elenco delle pietanze presenta continuamente "spam": "uova e spam", "uova pancetta e spam", "uova pancetta salsiccia e spam", "spam uova spam spam pancetta e spam" e così via, sempre più insistentemente. La moglie, non gradendolo, non desidera affatto lo spam, e pur insistendo non riesce nell'intento. Nel frattempo da un tavolo alle spalle della coppia, occupato da un gruppo di vichinghi con tanto di elmi cornuti, iniziano a cantare "spam, spam, spam..." in modo sempre più forte e fastidioso, fino al culmine del finale dove il canto prende il sopravvento su tutto, con un ritornello che suona pressappoco così:
SPAM SPAM SPAM SPAM
SPAM SPAM SPAM SPAM
Wonderful SPAM, marvelous SPAAAM!
Nella versione televisiva, oltre a comparire l'ungherese dello sketch Il frasario ungherese (John Cleese), appare anche uno storico (Michael Palin) che dice che una nave vichinga è approdata in un bar (quello dello sketch) e che hanno ordinato dello spam.
Durante i titoli di coda, i nomi di attori e autori sono intramezzati con la parola "spam" o di altre cibarie del menu: Spam Terry Jones, Michael Spam Palin, John Spam John Spam John Spam Cleese, Graham Spam Spam Spam Chapman, Eric Spam Egg e Chips Idle, Terry Spam Sausage Spam Egg Spam Gilliam, etc.).
Lo sketch - di umorismo tutto britannico - riflette le politiche di razionamento militare della seconda guerra mondiale, quando lo Spam era uno dei pochi cibi sempre disponibili.